# Меньшова Юлія Володимирівна
Юлія Володимирівна Меньшова (нар. 28 липня 1969, Москва, СРСР) — радянська та російська акторка та телеведуча. Закінчила Школу-студію МХАТ.
Дочка лауреата «Оскара», радянського і російського кінорежисера Володимира Меньшова (1939—2021) і народної артистки РФ, акторки Віри Алентової (нар. 1942).

## Вибіркова фільмографія
- Дій, Маню! (1991)
- Розбірливий наречений (1993)
- Між нами дівчатами(2013)
- Великий вальс (2008)
- Між нами дівчатами продовження (2019)